# 구조 이성질체
구조 이성질체(構造異性質體, 영어: structural isomer 또는 constitutional isomer)는 화학의 이성질체의 분류 중 하나로, 분자식은 동일하지만, 원자 사이의 결합의 관계가 다른 것을 의미한다.
이는 위상수학의 개념을 도입하여 설명한다. 원자를 점으로 표현하고, 결합을 선으로 표현한 그래프로 분자를 나타낼 때, 실제 입체 구조는 무시하고 결합 관계가 서로 다른 분자는 구조 이성질체 관계에 있다. 이 때, 다중의 공유 결합은 다른 종류의 선으로 구분한다. 이성질체 중 구조 이성질체는 아니지만, 3차원 공간에서 어떤 입체 배치를 취해도 겹쳐지지 않는 경우 입체 이성질체라고 부른다.
구조 이성질체의 분류로, 사슬형 이성질체(chain isomer), 위치 이성질체(position isomer), 작용기 이성질체(functional isomer), 조건 등색 핵 이성질체(metamery nuclear isomer)라는 용어들이 종종 사용되지만, 이들은 엄격하게 정의되지 않으므로 사용이 권장되지 않는다.

## 예시
- 뷰테인과 메틸프로페인 : 조성식은 모두 C4H10이지만, 뷰테인의 구조식은 H3C-CH2-CH2-CH3인 반면, 메틸프로페인은 H3C-CH(CH3)-CH3이다.

이러한 예는 사이클로알케인과 알켄 사이에 있다.

## 같이 보기
- 이성질체
- 입체 이성질체
- 부분입체 이성질체
- 거울상 이성질체
- 기하 이성질체
- 형태 이성질체
- 회전 이성질체